# Caecidotea holti
Caecidotea holti är en kräftdjursart som först beskrevs av Fleming 1972.  Caecidotea holti ingår i släktet Caecidotea och familjen sötvattensgråsuggor. Inga underarter finns listade i Catalogue of Life.